# Bóng đá tại Đại hội Thể thao Đông Nam Á 2009 – Nam
Nội dung bóng đá nam tại Đại hội Thể thao Đông Nam Á 2009 được tổ chức tại Lào từ ngày 2 tháng 12 đến ngày 17 tháng 12 năm 2009. Độ tuổi tham dự là từ 23 tuổi trở xuống, không có các cầu thủ quá tuổi.
Thái Lan – đương kim vô địch bóng đá nam SEA Games từ năm 1993 – đã bị loại từ vòng bảng lần đầu tiên tại giải đấu kể từ năm 1973. Malaysia đã giành tấm huy chương vàng lần thứ năm trong lịch sử sau khi đánh bại Việt Nam tại trận chung kết. Singapore giành tấm huy chương đồng sau khi vượt qua chủ nhà Lào ở trận tranh hạng ba.

## Lịch thi đấu
Dưới đây là lịch thi đấu cho nội dung bóng đá nam.
| G | Vòng bảng | ½ | Bán kết | B | Tranh huy chương đồng | F | Chung kết |

| T4 2 | T5 3 | T6 4 | T7 5 | CN 6 | T2 7 | T3 8 | T4 9 | T5 10 | T6 11 | T7 12 | CN 13 | T2 14 | T3 15 | T4 16 | T5 17 | T5 17 |
| ---- | ---- | ---- | ---- | ---- | ---- | ---- | ---- | ----- | ----- | ----- | ----- | ----- | ----- | ----- | ----- | ----- |
| G    |      | G    | G    | G    | G    | G    |      | G     | G     |       |       | ½     |       |       | B     | F     |

## Các quốc gia tham dự
9 đội tuyển trong tổng số 11 quốc gia Đông Nam Á đã tham dự nội dung thi đấu này.
| - Campuchia (CAM) - Indonesia (INA) - Lào (LAO) | - Malaysia (MAS) - Myanmar (MYA) - Singapore (SGP) | - Thái Lan (THA) - Đông Timor (TLS) - Việt Nam (VIE) |

## Địa điểm
Hai địa điểm diễn ra các trận đấu bóng đá nam là sân vận động Quốc gia Lào mới và sân vận động Chao Anouvong (sân Quốc gia cũ), cùng tại thủ đô Viêng Chăn.
| Viêng ChănBóng đá tại Đại hội Thể thao Đông Nam Á 2009 – Nam (Lào) | Viêng Chăn                    | Viêng Chăn                 |
| ------------------------------------------------------------------ | ----------------------------- | -------------------------- |
| Viêng ChănBóng đá tại Đại hội Thể thao Đông Nam Á 2009 – Nam (Lào) | Sân vận động Quốc gia Lào mới | Sân vận động Chao Anouvong |
| Viêng ChănBóng đá tại Đại hội Thể thao Đông Nam Á 2009 – Nam (Lào) | Sức chứa: 25.000              | Sức chứa: 8.000            |
| Viêng ChănBóng đá tại Đại hội Thể thao Đông Nam Á 2009 – Nam (Lào) |                               |                            |

## Đội hình
Các cầu thủ sinh từ ngày 1 tháng 1 năm 1986 trở về sau có đủ điều kiện tham dự giải đấu này. Mỗi đội tuyển được phép đăng ký tối đa 20 cầu thủ.

## Bốc thăm
Lễ bốc thăm được tổ chức vào lúc 09:00 (UTC+7) ngày 9 tháng 11 năm 2009 tại Viêng Chăn, Lào. Chín đội tuyển trong giải đấu nam được bốc thăm chia thành hai bảng, một bảng năm đội và một bảng bốn đội. Thái Lan và Myanmar, với tư cách là đương kim vô địch và đương kim á quân của giải đấu lần trước, được chọn làm hạt giống tại hai bảng đấu; các đội còn lại được bốc thăm ngẫu nhiên. Chủ nhà Lào được quyền chọn bảng đấu và đã quyết định lựa chọn bảng B với bốn đội.

## Vòng bảng
Hai đội đứng đầu mỗi bảng lọt vào vòng bán kết.
Các tiêu chí
Các đội được xếp hạng theo điểm (3 điểm cho 1 trận thắng, 1 điểm cho 1 trận hòa và 0 điểm cho 1 trận thua), và nếu bằng điểm, các tiêu chí sau đây sẽ được áp dụng theo thứ tự, để xác định thứ hạng:
1. Điểm trong các trận đối đầu trực tiếp giữa các đội bằng điểm;
2. Hiệu số bàn thắng thua trong các trận đối đầu trực tiếp giữa các đội bằng điểm;
3. Số bàn thắng ghi được trong các trận đối đầu trực tiếp giữa các đội bằng điểm;
4. Nếu có nhiều hơn hai đội bằng điểm, và sau khi áp dụng tất cả các tiêu chí đối đầu ở trên, một nhóm nhỏ các đội vẫn còn bằng điểm nhau, tất cả các tiêu chí đối đầu ở trên được áp dụng lại cho riêng nhóm này;
5. Hiệu số bàn thắng thua trong tất cả các trận đấu bảng;
6. Số bàn thắng ghi được trong tất cả các trận đấu bảng;
7. Sút luân lưu nếu chỉ có hai đội bằng điểm và gặp nhau ở lượt trận cuối cùng của bảng;
8. Bốc thăm.

### Bảng A
| VT | Đội        | ST | T | H | B | BT | BB | HS  | Đ  | Giành quyền tham dự     |
| -- | ---------- | -- | - | - | - | -- | -- | --- | -- | ----------------------- |
| 1  | Việt Nam   | 4  | 3 | 1 | 0 | 14 | 3  | +11 | 10 | Vòng đấu loại trực tiếp |
| 2  | Malaysia   | 4  | 3 | 0 | 1 | 18 | 4  | +14 | 9  | Vòng đấu loại trực tiếp |
| 3  | Thái Lan   | 4  | 2 | 1 | 1 | 15 | 3  | +12 | 7  |                         |
| 4  | Campuchia  | 4  | 1 | 0 | 3 | 5  | 15 | −10 | 3  |                         |
| 5  | Đông Timor | 4  | 0 | 0 | 4 | 1  | 28 | −27 | 0  |                         |

| Malaysia | 11–0     | Đông Timor |
| --- | -------- | ---------- |
| Talaha 3', 30' · Baddrol 12' · Zaquan 15' · Safiq 28' · Fakri 40', 70', 76' · Aidil 57' · Amirul Hadi 80' · Amar 90+2' | Chi tiết |            |

| Thái Lan       | 1–1      | Việt Nam                    |
| -------------- | -------- | --------------------------- |
| Keawsombat 70' | Chi tiết | Hoàng Đình Tùng 89' (ph.đ.) |

| Thái Lan                                 | 4–0      | Campuchia |
| ---------------------------------------- | -------- | --------- |
| Soleb 19', 45+3', 50' · Keawsombat 45+1' | Chi tiết |           |

| Việt Nam                                           | 4–0      | Đông Timor |
| -------------------------------------------------- | -------- | ---------- |
| Mai Tiến Thành 54', 57', 68' · Phan Thanh Bình 62' | Chi tiết |            |

| Việt Nam                                                                   | 3–1      | Malaysia                  |
| -------------------------------------------------------------------------- | -------- | ------------------------- |
| Phan Thanh Bình 8' (ph.đ.) · Mai Tiến Thành 25' · Nguyễn Trọng Hoàng 45+3' | Chi tiết | Võ Hoàng Quảng 26' (l.n.) |

| Đông Timor       | 1–4      | Campuchia                              |
| ---------------- | -------- | -------------------------------------- |
| J.J. Pereira 88' | Chi tiết | Sokngon 19', 81' · Sokumpheak 33', 87' |

| Đông Timor | 0–9      | Thái Lan                                                                                     |
| ---------- | -------- | -------------------------------------------------------------------------------------------- |
|            | Chi tiết | Soleb 3', 32', 76' · Jujeen 37', 86' · Pimrat 44' · Suntornpanavej 45+1', 60' · Tamaphan 49' |

| Campuchia | 0–4      | Malaysia                                         |
| --------- | -------- | ------------------------------------------------ |
|           | Chi tiết | Manaf 36' · Talaha 77' · Kunalan 82' · Safiq 86' |

| Campuchia | 1–6      | Việt Nam                                                                                        |
| --------- | -------- | ----------------------------------------------------------------------------------------------- |
| Borey 68' | Chi tiết | Phạm Thành Lương 11', 62' · Phan Thanh Hưng 42' · Hoàng Đình Tùng 65', 83' · Trần Mạnh Dũng 89' |

| Malaysia                 | 2–1      | Thái Lan        |
| ------------------------ | -------- | --------------- |
| Nasriq 81' · Fakri 90+2' | Chi tiết | Sunthornpit 53' |

### Bảng B
| VT | Đội       | ST | T | H | B | BT | BB | HS | Đ | Giành quyền tham dự     |
| -- | --------- | -- | - | - | - | -- | -- | -- | - | ----------------------- |
| 1  | Lào (H)   | 3  | 1 | 2 | 0 | 3  | 1  | +2 | 5 | Vòng đấu loại trực tiếp |
| 2  | Singapore | 3  | 1 | 2 | 0 | 4  | 3  | +1 | 5 | Vòng đấu loại trực tiếp |
| 3  | Myanmar   | 3  | 1 | 1 | 1 | 5  | 4  | +1 | 4 |                         |
| 4  | Indonesia | 3  | 0 | 1 | 2 | 3  | 7  | −4 | 1 |                         |

| Singapore                | 2–2      | Indonesia              |
| ------------------------ | -------- | ---------------------- |
| Safuwan 6' · Shaiful 24' | Chi tiết | Stevie 42' · Rendy 64' |

| Lào            | 1–1      | Myanmar        |
| -------------- | -------- | -------------- |
| Sayavutthi 69' | Chi tiết | Kyaw Thiha 42' |

| Myanmar | 1–2      | Singapore                |
| ------- | -------- | ------------------------ |
| Oo 90'  | Chi tiết | Safuwan 14' · Hariss 29' |

| Indonesia | 0–2      | Lào             |
| --------- | -------- | --------------- |
|           | Chi tiết | Singto 66', 76' |

| Myanmar                                    | 3–1      | Indonesia  |
| ------------------------------------------ | -------- | ---------- |
| Tun Tun Win 6' · Pai Soe 53' · Moe Win 81' | Chi tiết | Stevie 75' |

| Lào | 0–0      | Singapore |
| --- | -------- | --------- |
|     | Chi tiết |           |

## Vòng đấu loại trực tiếp
Trong vòng đấu loại trực tiếp, nếu một trận đấu có kết quả hòa sau 90 phút:
- Tại trận tranh huy chương đồng, sẽ không thi đấu hiệp phụ, trận đấu được quyết định bằng loạt sút luân lưu.
- Tại trận bán kết và trận chung kết, sẽ tổ chức thi đấu hiệp phụ. Nếu kết quả vẫn hòa sau hiệp phụ, loạt sút luân lưu sẽ được sử dụng để xác định đội thắng.[8]

### Sơ đồ
|  | Bán kết                  | Bán kết  |                            |   | Trận tranh huy chương vàng | Trận tranh huy chương vàng |
|  |                          |          |                            |   |                            |                            |
|  | 14 tháng 12 – Viêng Chăn |          |                            |   |                            |                            |
|  |                          |          |                            |   |                            |                            |
|  | Việt Nam                 | 4        |                            |   |                            |                            |
|  | Việt Nam                 | 4        | 17 tháng 12 – Viêng Chăn   |   |                            |                            |
|  | Singapore                | 1        |                            |   |                            |                            |
|  | Singapore                | 1        | Việt Nam                   | 0 |                            |                            |
|  | 14 tháng 12 – Viêng Chăn |          | Việt Nam                   | 0 |                            |                            |
|  |                          | Malaysia | 1                          |   |                            |                            |
|  | Lào                      | Malaysia | 1                          | 1 |                            |                            |
|  | Lào                      |          |                            | 1 |                            |                            |
|  | Malaysia                 | 3        |                            |   |                            |                            |
|  | Malaysia                 | 3        | Trận tranh huy chương đồng |   |                            |                            |
|  |                          |          |                            |   |                            |                            |
|  | 17 tháng 12 – Viêng Chăn |          |                            |   |                            |                            |
|  |                          |          |                            |   |                            |                            |
|  | Singapore                | 3        |                            |   |                            |                            |
|  | Singapore                | 3        |                            |   |                            |                            |
|  | Lào                      | 1        |                            |   |                            |                            |

### Các trận đấu

#### Bán kết
| Việt Nam                                                                            | 4–1      | Singapore |
| ----------------------------------------------------------------------------------- | -------- | --------- |
| Phan Thanh Bình 33' · Mai Tiến Thành 42' · Chu Ngọc Anh 68' · Nguyễn Ngọc Anh 90+4' | Chi tiết | Afiq 28'  |

| Lào           | 1–3      | Malaysia                     |
| ------------- | -------- | ---------------------------- |
| Sysomvang 74' | Chi tiết | Baddrol 14', 78' · Safiq 85' |

#### Tranh huy chương đồng
| Singapore                                  | 3–1      | Lào        |
| ------------------------------------------ | -------- | ---------- |
| Khairul Nizam 23' · Fazli 53' · Fadhil 87' | Chi tiết | Singto 89' |

#### Tranh huy chương vàng
| Việt Nam | 0–1      | Malaysia                |
| -------- | -------- | ----------------------- |
|          | Chi tiết | Mai Xuân Hợp 85' (l.n.) |

### Huy chương vàng
| Bóng đá nam Đại hội Thể thao Đông Nam Á 2009 |
| -------------------------------------------- |
| · Malaysia · Lần thứ 5                       |

## Thống kê

### Cầu thủ ghi bàn
Đã có 82 bàn thắng ghi được trong 20 trận đấu, trung bình 4.1 bàn thắng mỗi trận đấu.
6 bàn thắng
- Sompong Soleb

5 bàn thắng
- Mai Tiến Thành

4 bàn thắng
- Ahmad Fakri Saarani

3 bàn thắng
- Lamnao Singto
- Baddrol Bakhtiar
- Mohd Safiq Rahim
- Norshahrul Idlan Talaha
- Hoàng Đình Tùng
- Phan Thanh Bình

2 bàn thắng
- Keo Sokngon
- Kouch Sokumpheak
- Stevie Bonsapia
- Safuwan Baharudin
- Anawin Jujeen
- Apipoo Suntornpanavej
- Keerati Keawsombat
- Phạm Thành Lương

1 bàn thắng
- Khim Borey
- Rendy
- Kanlaya Sysomvang
- Khampheng Sayyavutthi
- Abdul Manaf Mamat
- Mohd Aidil Zafuan Abdul Radzak
- Mohd Amar Rohidan
- Mohd Amirul Hadi Zainal
- Mohd Nasriq Baharom
- Mohd Zaquan Adha Abdul Radzak
- S. Kunalan
- Kyaw Thiha
- Moe Win
- Pai Soe
- Soe Min Oo
- Tun Tun Win
- Fadhil Noh
- Fazli Ayob
- Hariss Harun
- Khairul Nizam
- Afiq Yunos
- Shaiful Esah
- Arthit Sunthornphit
- Piyachart Tamaphan
- Kriangkrai Pimrat
- João
- Chu Ngọc Anh
- Nguyễn Ngọc Anh
- Nguyễn Trọng Hoàng
- Phan Thanh Hưng
- Trần Mạnh Dũng

1 bàn phản lưới nhà
- Mai Xuân Hợp (trong trận gặp Malaysia)
- Võ Hoàng Quảng (trong trận gặp Malaysia)

### Bảng xếp hạng
| VT | Đội        | ST | T | H | B | BT | BB | HS  | Đ  | Kết quả chung cuộc        |
| -- | ---------- | -- | - | - | - | -- | -- | --- | -- | ------------------------- |
| 1  | Malaysia   | 6  | 5 | 0 | 1 | 22 | 5  | +17 | 15 | Vô địch - Huy chương vàng |
| 2  | Việt Nam   | 6  | 4 | 1 | 1 | 18 | 5  | +13 | 13 | Á quân - Huy chương bạc   |
| 3  | Singapore  | 5  | 2 | 2 | 1 | 8  | 8  | 0   | 8  | Hạng ba - Huy chương đồng |
| 4  | Lào (H)    | 5  | 1 | 2 | 2 | 5  | 7  | −2  | 5  | Hạng tư                   |
|    |            |    |   |   |   |    |    |     |    |                           |
| 5  | Thái Lan   | 4  | 2 | 1 | 1 | 15 | 3  | +12 | 7  | Bị loại ở vòng bảng       |
| 6  | Myanmar    | 3  | 1 | 1 | 1 | 5  | 4  | +1  | 4  | Bị loại ở vòng bảng       |
| 7  | Campuchia  | 4  | 1 | 0 | 3 | 5  | 15 | −10 | 3  | Bị loại ở vòng bảng       |
| 8  | Indonesia  | 3  | 0 | 1 | 2 | 3  | 7  | −4  | 1  | Bị loại ở vòng bảng       |
| 9  | Đông Timor | 4  | 0 | 0 | 4 | 1  | 28 | −27 | 0  | Bị loại ở vòng bảng       |